# رجبان
رجبان منطقهٔ مسکونی کوچکی در دهستان کاهشنگ از توابع بخش مرکزی شهرستان بیرجند، واقع در استان خراسان جنوبی که جمعیت غیر ساکن آن ۱۴ نفر میباشد.البته چند سالی است به طور معمول خانوار ساکنی در آنجا زندگی نمی‌کنند